# Isaq Busur
Isaq Busur is een bestuurslaag in het regentschap Bener Meriah van de provincie Atjeh, Indonesië. Isaq Busur telt 179 inwoners (volkstelling 2010).